# Elaenia parvirostris
El fiofío piquicorto (Elaenia parvirostris), también denominado fiofío pico corto (en Argentina, Paraguay y Uruguay), elenia o elaenia piquicorta (en Colombia), elaenia migratoria (en Colombia), elenia piquichica (en Ecuador), fío-fío de pico chico (en Perú), bobito copetón pico corto (en Venezuela) o viudita pico corto (en Uruguay), es una especie de ave de la familia Tyrannidae, perteneciente al numeroso género Elaenia. Es nativa de América del Sur, donde se reproduce en el norte del Cono Sur y migra en los inviernos australes hacia tan lejos como el norte de la cuenca amazónica, las Guayanas, Trinidad y Tobago y las islas de Sotavento.

## Distribución y hábitat
Esta especie se reproduce en el este y sureste de Bolivia, Paraguay, sureste y sur de Brasil (São Paulo hacia el sur hasta Rio Grande do Sul), noreste de Argentina (al sur hasta Buenos Aires) y Uruguay. En los inviernos australes migra hacia el norte hasta la cuenca amazónica de Brasil, norte de Bolivia, este de Perú, este de Ecuador, Colombia, Venezuela, Guyana, Surinam, Guayana francesa, y en el Mar Caribe, en Aruba, Bonaire, Curazao y Trinidad y Tobago.
Esta especie es considerada común en sus hábitats naturales de reproducción, los bordes de bosques húmedos y montanos y antiguos bosques degradados, principalmente por debajo de los 1200 m de altitud.

## Sistemática

### Descripción original
La especie E. parvirostris fue descrita originalmente por el ornitólogo austríaco August von Pelzeln en el año 1868, bajo el nombre científico de: Elainea parvirostris. La localidad tipo dada es: «Curitiba, Paraná, Brasil».

### Etimología
El nombre genérico femenino «Elaenia» deriva del griego «ελαινεος elaineos» que significa ‘de aceite de oliva’, ‘oleaginosa’; y el nombre de la especie «parvirostris», se compone de las palabras del latín «parvus» que signicida ‘pequeño’, y «rostris» que significa ‘de pico’.

### Taxonomía
Ha sido sugerido que tal vez sea conespecífica con la vocalmente similar Elaenia albiceps, pero los datos genéticos indican lo contrario; las dos híbridan en una estrecha área del sur de Bolivia. Varios autores disputan relatos de hibridación con Elaenia mesoleuca en el sur de Brasil (Río Grande del Sur). Es monotípica.